# Église Saint-Pierre-et-Saint-Paul de Lugrin
L'église Saint-Pierre-et-Saint-Paul de Lugrin, est un lieu de culte catholique, situé en Haute-Savoie, sur la commune de Lugrin.

## Historique
Une première chapelle placée sous le patronage de saint Pierre est mentionnée dans une charte du 27 avril 892, où le comte de Genève en fait don à l'église de Lausanne,.
Un vieille église se situait dans le nord de la commune, dont il ne restait que le chœur. 
L'église fut édifiée entre 1842 et 1844, construite sur une ancienne église paroissiale dont il ne reste que le chœur et la sacristie.

## Description architecturale

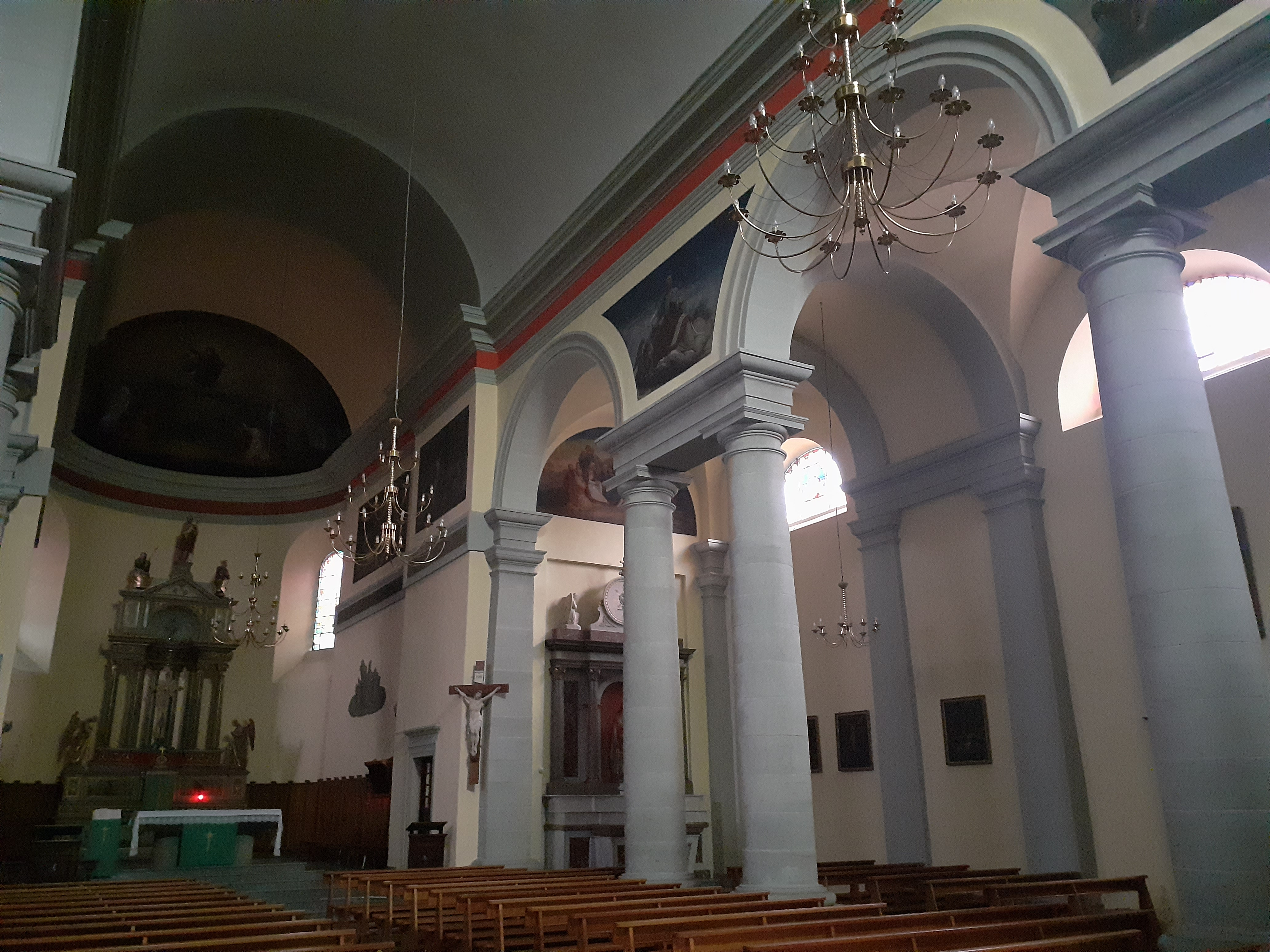
Intérieur de l'église

L'édifice est de style néo-classique sarde.